# Гендрік ван де Гулст
Гендрик Кристоффель ван де Гулст (нід. Hendrik Christoffel "Henk" van de Hulst; 19 листопада 1918 — 31 липня 2000) — голландський астроном, член Нідерландської королівської АН.

## Життєпис
Родився в Утрехті. Закінчив Утрехтський університет. У 1946—1948 працював у Чиказькому університеті і різних обсерваторіях США. З 1948 року працював у Лейденському університеті (з 1952 року — професор астрономії).
Наукові роботи відносяться до радіоастрономії, фізики міжзоряного середовища і теорії розсіяння світла. У 1944 році передбачив можливість спостереження спектральної лінії атомарного водню в радіодіапазоні у випромінюванні міжзоряних хмар. Розрахував довжину хвилі цієї лінії (21,2 см), що виникає при спонтанному переході між двома близько розташованими енергетичними підрівнями надтонкої структури основного стану атома водню. Припущення ван де Гулста було підтверджене в 1951 році спостереженнями Г. Юїна і Е. Перселла. Це відкриття вперше дозволило не тільки безпосередньо вивчати нейтральний водень у міжзоряному просторі, де він не дає випромінювання у видимій частині спектру, але і визначати швидкості радіоджерел шляхом вимірювання доплерівського зсуву. Разом з Я. Г. Оортом обробив перші спостереження радіовипромінювання водню та отримав картину розподілу водню в Галактиці, що свідчить про те, що водень концентрується в спіральних гілках. Вивчав конденсацію частинок забрудненого льоду в міжзоряному просторі і природу поглинання, розсіяння і поляризації світла цими частинками. Виконав важливі роботи з теорії розсіяння світла на малих частинках. Вивчаючи розсіяння світла в зовнішній короні Сонця, в 1946 показав (одночасно з К. Алленом), що так звана F-корона виникає в результаті розсіяння фотосферного випромінювання на частинках міжпланетного пилу. У 1960-70-ті роки виконав цикл досліджень з теорії багатократного розсіяння світла. Зокрема, запропонував ефективний чисельний метод розрахунку полий випромінювання (метод подвоєння шарів ван де Гулста).
Автор монографії «Розсіяння світла малими частинками» (1957, рос.пер. 1961) і фундаментального керівництва «Багатократне розсіяння світла» (т. 1-2, 1980).
Брав активну участь у плануванні європейських космічних досліджень. Був головою Нідерландської комісії з геофізичних і космічних досліджень. Один з творців Комітету з космічних досліджень (КОСПАР) при Міжнародній раді наукових союзів, в 1958—1962 роках — його президент. Упродовж 1968—1970 років — голова Ради Європейської організації з космічних досліджень (ESRO). Один з керівників створення супутника для гамма-астрономії COS-B.

## Відзнаки
Медаль Еддінгтона Лондонського королівського астрономічного товариства (1955), медаль Генрі Дрейпера Національної АН США (1956), медаль Румфорда Лондонського королівського товариства (1964), медаль Кетрін Брюс Тихоокеанського астрономічного товариства.
На честь астронома названий астероїд 2413 ван де Гулст.